# Иларион Нови
Иларион Нови је хришћански светитељ. Био је игуман Далматске обитељи у Цариграду. Иларион Нови је био ученик Григорија Декаполита и подражатељ живота Илариона Великога, чије је и име узео. Страдао је много због икона за време владавине иконоборачких царева, Лава Јерменина и других. Када је Лав Јерменин убијен, Иларион је пуштен из тамнице, али потом је опет мучен и држан у тамници све док на власт није дошла царица Теодора. 
У хришћанској традицији помиње се да је имао дар видовити и прозорљивсти тако да је једном видео анђеле како односе на небо душу светог Теодора Студита. Преминуо је природном смрћу 845. године у својој седамдесетој години.
Српска православна црква слави га 6. јуна по црквеном, а 19. јуна по грегоријанском календару.